# Pilgerroute (D7)
Die D-Route D7 (Pilgerroute) führt über etwa 1.065 Kilometer als Radfernweg von Harrislee nach Aachen. Sie ist der deutsche Abschnitt der EuroVelo Route EV3.

## Streckenführung

### Schleswig-Holstein
Von Harrislee führt die D7 über Flensburg, Schleswig, Rendsburg, Hohenwestedt und Itzehoe nach Elmshorn und weiter nach Hamburg.
In Schleswig-Holstein entspricht der Weg zum großen Teil dem Ochsenweg, ab Wedel bis Hamburg dem Elberadweg.

### Hamburg und Niedersachsen
In Niedersachsen führt die Route über den Radfernweg Hamburg–Bremen und den Brückenradweg.
Die Route führt von Hamburg-Harburg über Ehestorf, Zeven, Bremen, Lohne und Osnabrück nach Holzhausen.

### Nordrhein-Westfalen
Von Lienen über Münster, Haltern, Dorsten, Wesel, Rheinberg, Duisburg, Düsseldorf, Köln, Bonn, Rheinbach, Euskirchen nach Aachen.
In Nordrhein-Westfalen führt die D7 über die Friedensroute nach Münster und weiter zur Wesel-Datteln-Kanal; die Römerroute entlang zum Rhein, über den Rheinradweg (D8) bis Mehlem und teilweise auf der Wasserburgen-Route nach Aachen.

## Beschilderung
Die Route ist teilweise mit dem D7-Logo ausgeschildert, teilweise ist nur die Beschilderung lokaler Radwege vorhanden.

## Ausbau
Die Route verläuft auf vorhandenen Radwegen, davon ca. 38 km auf verkehrsreichen Straßen und ca. 90 km auf nicht asphaltierten Wegen.